# ألكسيس ماسبو
ألكسيس ماسبو (بالفرنسية: Alexis Masbou)‏ مواليد 2 يونيو 1986 في ألبي، هو متسابق دراجات نارية فرنسي. نافس في سباقات بطولة العالم لفئة 125 سي سي.

## سباقات فاز بها
- جائزة التشيك الكبرى للدراجات النارية 2014

## روابط خارجية
- ألكسيس ماسبو على موقع MotoGP.com (الإنجليزية)
- ألكسيس ماسبو على موقع AS.com (الإسبانية)